# Ackord
För övriga betydelser, se Ackord (olika betydelser).
| I denna artikel     |
| används tonnamnen   |
| Bess (B♭) och B.    |
| Se olika skrivsätt. |

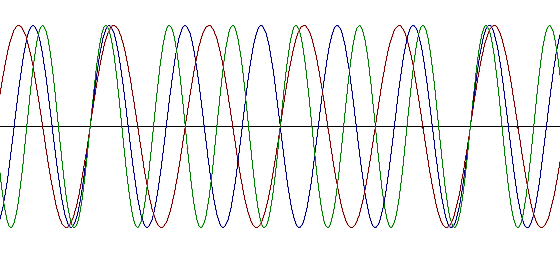
I ett dur-ackord i grundläge låter de tre tonerna harmoniskt därför att (lite förenklat) deras vågformer sammanfaller varje gång grundtonen har svängt 4 gånger. De andra tonerna har då svängt 5 respektive 6 gånger. Detta eftersom det består av en durters, som motsvarar frekvensförhållandet 5:4, och en kvint, som motsvarar 3:2 (6:4) vid ren stämning. Egentligen uppfattar inte örat vågformerna, men om tonerna inte är sinusvågor uppfattar örat att var och en av dem även består av övertoner på heltalsmultiplar av respektive ton. De tre tonerna låter harmoniskt därför att deras övertonsspektra sammanfaller. Grundtonens andra överton har samma frekvens som kvintens första överton, och grundtonens fjärde överton har samma frekvens som tersens andra överton.

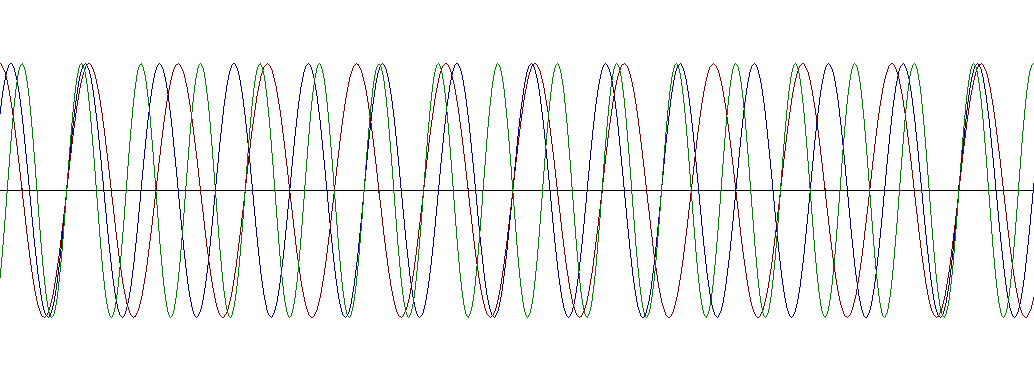
I ett moll-ackord sammanfaller de tre tonerna också, men mer sällan, och det låter inte riktigt lika harmoniskt. Alla tre sammanfaller varje gång den lägsta tonen har svängt 10 gånger. De andra tonerna har då svängt 12 respektive 15 gånger. Detta eftersom en mollters motsvarar frekvensförhållandet 6:5 (12:10), och en kvint motsvarar 3:2 (15:10) vid ren stämning. Det egentliga skälet till att de låter harmoniskt tillsammans är att molltersens fjärde överton sammanfaller med kvintens tredje överton, och även med grundtonens sjunde överton.

Ackord (från medeltidslatinets accordo – "bringa att överensstämma" – via franskans accord) eller harmoni är inom musiken en benämning på minst tre toner (i vissa moderna källor minst två) som klingar tillsammans. Tvåklanger såsom kvinter (så kallade "power chords" inom rockmusik) finns ibland med i grepptabeller för gitarr, och har därför i modern musik kommit att uppfattas som ackord. Ackord betecknas med symboler kallade ackordanalys och kan ofta ersätta ackompanjemangsnoter för ackordinstrument som gitarr, piano och dragspel, särskilt till visor och populärmusik, och kan ge musikern större frihet än vad noter ger. Ackordanalys kan även ge vägledning vid basackompanjemang och vid jazzimprovisation, eftersom till varje ackord hör en eller flera modala skalor. Ackordföljder har en central roll i västerländsk musik sedan renässansen, och olika ackordföljer utmärker olika musikstilar. Att identifiera ackordföljder till en melodi kallas för harmonianalys, och ligger till grund för flerstämmiga arrangemang för flera melodiinstrument såsom i en symfoniorkester, ett storband eller en kör. Teorin bakom detta studeras i harmonilära.

## Grundläggande begrepp

### Treklanger och tersstaplingar
Även om varje samklang av två eller fler toner teoretiskt sett skulle kunna ses som ett ackord arbetar man oftast med en standardiserad uppsättning ackord som är väl inarbetade inom västerländsk konst- och populärmusik. De vanligaste formerna av ackord i den västerländska traditionen är durackord och mollackord. Dessa kan ses som tersstaplade treklanger. En treklang består av tre toner, att treklangen är en tersstapling betyder att dessa toner ligger på tersavstånd från varandra (eventuellt efter oktavtransponering av en eller flera toner). Ett annat sätt att beskriva detta är att treklangen består av två tersintervall staplade på varandra. Tonerna i treklangen kallas grundton, ters och kvint. 

### Lägen och omvändningar
Ett ackord kan läggas i många olika lägen eller omvändningar, men betraktas ändå som samma ackord. När tonerna nedifrån och upp uppträder just i ordningen grundton, ters och kvint sägs ackordet vara i grundläge. Med C som grundton blir dur- och mollackorden i grundläge sålunda:
Beteckningarna C och Cm, som står ovanför noterna, betecknar således C-dur respektive c-moll. Grundtonen fungerar som referenston för de övriga tonerna i ackordet. Tersen får sitt namn av att den befinner sig på tersavstånd från grundtonen (på tredje heltonen i den skala som börjar med grundtonen). Den kan vara liten eller stor, en liten ters ger ackordet mollkaraktär och ligger på mollskalans tredje ton, medan en stor ters ger ackordet durkaraktär och ligger på durskalans tredje ton. Kvinten får sitt namn av att den befinner sig på kvintavstånd (femte heltonen) från grundtonen (medan den befinner sig på tersavstånd från tersen). 
Ett vanligt dur- eller mollackord där tersen är nedersta ton sägs befinna sig i första omvändningen, vilket med C som grundton blir:
Oavsett ackordets läge anses det vara som mest stabilt och konventionellt om grundtonen även är baston, det vill säga om man även tar grundtonen med ett basinstrument eller i vänster hand på ett keyboard. Om bastonen inte är grundton, kan man ange den efter ett snedstreck. I ackordbeteckningen i exemplet ovan betraktas ackordets nedersta ton (tersen) också som baston, det vill säga ingen annan lägre ton tas av ett basinstrument.
Ett vanligt dur- eller mollackord där kvinten är nedersta tonen sägs befinna sig i andra omvändningen. Om den lägsta tonen också betraktas baston kan man skriva ackordet:

### Stämföring
Vid pianoackompanjemang, orkester- och körarrangemang använder man ofta stilla stämföring, förutom om man vill uppnå en särskild effekt. Vid stilla stämföring av en ackordföljd väljs lägen som gör att tonerna förändras så lite som möjligt. Om man exempelvis har lagt ett C-durackord i första omvändningen och detta följs av A-moll så bör det läggas i andra omvändningen, vilket resulterar i att endast en ton ändras. 
Alternativt är det vanligt att välja det läge som ger meloditonen överst. Om meloditonen ligger kring tonen C väljer man därmed andra omvändningen av ackordet C.

### Tonfördubblingar och oktavtransponeringar
Så länge ett ackord endast består av tonerna C, E och G betraktas det som C-dur, och så länge tonen C dessutom ligger i basen skrivs ackordet helt enkelt C, enligt ovan. Det spelar därvid ingen roll om somliga toner skulle uppträda i flera oktaver samtidigt, eller om de ingående tonerna är utspridda över mer än en oktav. Dessa två ackord är sålunda båda C-dur:
Vid ackompanjemang kan dessutom ackord brytas så att tonerna inte tas samtidigt, och ackordtoner kan utelämnas och kompletteras med meloditoner, med flera toner. När man i notskrift schematiskt ska ange toninnehållet i ett ackord, som i denna artikel, skriver man dock ut samtliga ackordtoner samtidigt, utan oktavdubbleringar och i så sammanträngt läge som möjligt, i grundläget.

### Olika sätt att skriva och analysera ackord
Ackord kan benämnas, skrivas och analyseras på flera olika vis:
- Inom ackordanalys får ett ackord sitt namn efter vilken ton som är ackordets grundton.
- Inom steganalys får det namn efter vilket skalsteg grundtonen ligger på i tonartens skala, detta noteras med romerska siffror. Vid tonarten C-dur betecknar siffrorna I, II, III, IV, V och VI ackorden C, Dm, Em, F, G7 och Am.
- Inom funktionsanalys benämns ackordet efter sin funktion i det musikaliska sammanhanget till exempel tonika (motsvarar ackord nummer I vid steganalys), dominant (V) eller subdominant (IV) samt deras mollparalleller, nämligen tonikaparallell (VI), subdominantparallell (II) och dominantparallell (III).
- Inom generalbas utgår man från ackordets baston (som anges med notskrift. Siffror under basstämman anger vilka intervall, räknat från bastonen, som skall bilda ackordet).
- Ackord kan även skrivas med tabulatur eller vanlig notskrift.

## Färgningar
Att "färga" ett ackord innebär att man tillför en eller flera toner som inte ingår i grundackordet (ett dur- eller mollackord), och/eller altererar toner som ingår i grundackordet. 
Följande färgningar är grupperade i ackordfamiljer baserat på vilka skaltoner som föreslås av ackorden i fråga. Tonerna i ett ackord är nämligen hämtade från en modal skala som utgår från ackordets grundton, och denna skala kan användas exempelvis vid jazzimprovisation eller för att komponera en melodi till ackordet. Här följer de olika familjerna specificerade för grundackorden C-dur och C-moll.

### Maj-familjen
I grundackordet C-dur ingår tonerna C (Grundton), E (Stor ters) och G (Kvint). Inom jazz är rena durackord ovanliga, utan istället används ofta följande färgade durackord, som alla ingår i maj-familjen.  
CΔ7, CΔ, Cmaj7 eller CM7 betecknar "major 7", som betyder "Stor septima" på svenska. Ackordet består förutom av ett C-durackord (C, E och G) även av tonen B, som utgör stor septima: 
Ackordet skulle i teorin även kunna betecknas Em/C (e-moll med C i basen). Notera att M7 inte skall sammanblandas med m7 (moll7). Färgningen är vanlig av tonikaackord (ackord nummer I i tonarten, exempelvis Cmaj i tonarten C) såväl som subdominantackord (ackord nummer IV i tonarten, exempelvis Cmaj i tonarten G-dur). I tonarten C-dur är således CΔ7 såväl som FΔ7 vanliga. Till Cmaj passar därför att spela både C-durskala och C-lydisk skala (samma toner som i G-durskalan).
C6 betecknar en fyrklang bestående av C-durackordet toner (C, E och G) samt tonen A, som utgör sext: 
C6 och Am7 (Amoll7) består av samma toner, med skillnaden att Amoll7 har A som grundton, medan C6 har C som grundton. Färgningen är vanlig vid tonikaackord (ackord nummer I i tonarten), exempelvis som slutackord i äldre jazzmusik. 
C5 eller Cno3, "kvintackord", är i egentlig mening inte riktigt ackord, utan enbart ett intervall bestående av grundton C och kvint G: 
Eftersom varken durters (E) eller mollters (Ess) ingår saknar ackordet tydlig dur- och mollkaraktär. Inom rockmusik kallas klangen "power chord" och kan ersätta för samtliga dur- och mollackord (nummer I, II, III, IV, V och VI i tonarten).
Csus2 är en treklang bestående av grundton C, stor sekund D och kvint G. Tersen E uteblir i detta ackord: 
Förkortningen ”sus” står för suspended eller suspension, på svenska förhållning. Tonen D utgör en förhållning som i traditionell harmonik förväntas upplösas genom att förändras till E (eller till Ess). Beteckningen Cadd9 (stor nona) är en fyrklang bestående av samma toner, med skillnaden att det även innehåller stor ters E. Csus2 skulle således i teorin även kunna betecknas Cadd9no3. 
Csus4 eller Csus är en treklang bestående av grundton C, kvart F och kvint G. Kvarten F utgör förhållningen, som kan förväntas upplösas genom att falla till E (eller till Ess): 
Ackordet innehåller samma toner som Fsus2, men har bastonen C. Den relativt ovanliga beteckningen Cadd11 avser en fyrklang som består av samma toner, men även innehåller durters E. Ofta kombineras susackord med en septima, resulterande i fyrklangen C7sus4. Kombineras det dessutom med en stor nona, resulterar det i femklangen C9sus4, som innehåller samma toner som gm7/C (gmoll7 med C i basen). Båda dessa septimaackord är starkt besläktade med C11, se nedan.
CΔ9, Cmaj9 eller CM9 är en femklang bestående av ackordet Cmaj7 (C, E, G och B) kompletterad med en stor nona (tonen D): 
Ackordet kan beskrivas som ett C9, där liten septima (Bess) ersatts med stor septima (B). Beteckningar större än 7 innefattar underförstått även septima, i detta fall stor septima. Ackordet skulle i teorin även kunna betecknas Em7/C eller G6/C, och tas ofta som fyrklangen G/C. Notera att CM9 inte får sammanblandas med Cm9 (Cmoll9). Färgningen är vanlig i jazz och pop vid tonikaackord (ackord nummer I i tonarten) såväl som subdominantackord (ackord nummer IV i tonarten). 
C6add9 eller C6/9 är en femklang bestående av C-durackordets toner (C, E och G) samt sexten A och nonan D:

### Dominantfamiljen
C-dominantfamiljen består av olika kombinationer av C7-ackordet (septimaackordet), exempelvis C9, C11 och C13. Dominantfamiljen används bland annat i dominantackordet (nummer V i tonarten) och strävar fram mot ett ackord som ligger en kvart upp eller en kvint ned (exempelvis följs ackord V av ackord I). C-dominantfamiljens ackord fungerar ofta som nummer V i tonarterna F-dur och F-moll, och strävar därför fram mot att upplösas i ett F-dur- eller F-mollackord (tonika eller nummer I i den tonarten). I samband med en transponering används ofta den nya tonartens dominantackord följt av tonikaackordet, exempelvis D7 följt av G för att transponera till tonarten G-dur, och D7 följt av Gm för att transponera till tonarten G-moll. Vid blues är samtliga ackord i allmänhet septimaackord eller mollseptimaackord, eventuellt med andra färgningar, och då passar bluesskalan till ackordet. Till C-dominantfamiljens ackord passar i allmänhet C-mixolydisk skala (samma toner som i F-dur, eftersom C7 utgör dominantackord i tonarten F-dur) såväl som C-, F- och G-bluesskalorna. I viss litteratur innefattas även alterneringarna -5 (+11),+5,-9,+9 (-10) i dominantfamiljen, i annan litteratur räknas de senare till särskilda undergrupper eftersom de i flera fall motsvarar andra skalor. 
C7, ett septimaackord, är den vanligaste färgningen. C7 är en fyrklang som förutom C-durackordets toner (C, E och G) även innehåller en liten septima B♭  Septimaackordet utgör ofta dominantackord, det vill säga ackord nummer V (romersk femma) i tonarten, och följs vanligen av tonikaackord, det vill säga ackord nummer I i tonarten. Exempelvis är C7 vanligt i tonarterna F-dur och F-moll, och följs då av ett F-durackord respektive ett F-mollackord. I modern jazz (1950-tal och senare) är C7 ovanligt, utan ersättes med mer avancerade färgningar, exempelvis C9, C11 och C13. 
C9 är en femklang bestående av ett C7-ackord (C, E, G och liten septima B♭) samt en stor nona (i detta fall tonen D). Notera att i allmänhet inkluderas septima i ackord med färgningar högre än 8. Ackordet skulle i teorin även kunna betecknas Gm6/C (Gmoll6 med C i basen). Ackordet får ofta funktion av septimaackord, och är således vanligt som dominantackord (ackord nummer V i tonarten). 
Cadd9 är en fyrklang bestående av ett rent C-ackord (C, E, G) samt en stor nona (D). Notera att "add" innebär undantag från regeln att septiman alltid inkluderas vid färgningar högre än 8. Nonan läggs inte sällan som en stor sekund, det vill säga en oktav ned. Ackordet är således starkt besläktat med Csus2. Färgningen är vanlig i synnerhet i country- och popmusik, vid samtliga durackord i tonarten (ackord nummer I, IV och V, det vill säga tonika, subdominant och dominant). 
C7♭9 eller C7-9 är en femklang bestående av ackordet C7 (tonerna C, E, G, B♭) samt en förminskad nona (D♭). Ackordet skulle i teorin även kunna betecknas C#dim7/C, Edim7/C, Gdim7/C eller B♭ dim7/C. 
C7♯9, C7+9, C7♭10 eller C7-10 är en femklang bestående av C7-ackord (C, E, G, B♭) samt stor nona (D#), som alternativt kan kallas liten decima (E♭). Av dessa toner är kvinten (G) minst viktig. Ackordet är en blandning av dur- och mollseptimaackord, och är vanligt i blues. I rockkretsar kallas ackordet Henrix-ackordet. 
C11 är en femklang bestående av samma toner som C9, kompletterad med den elfte tonen F. C11 betecknar väsentligen samma ackord som C9sus4, och är besläktad med C7sus4. I teorin ingår även en ters i elvaackordet, men den tas sällan. Ett D11-ackord kan ofta förenklas och tas som C/D (C-ackord med D i basen). Ackordet får ofta funktion av septimaackord, och är vanligt som dominantackord (ackord nummer V i tonarten), bland annat i gospel och soul. 
C7♯11 eller C7+11 är en sexklang som kan beskrivas som ett C-durackord med ett överlagrat Bb+5-ackord, det vill säga tonerna C, E, G, Bb, D och F#.  
C13 är en sexklang bestående av samma toner som C11 samt den trettonde tonen A, som också kan beskrivas som en sext som med fördel tas minst en oktav upp. Ibland tar man det som femklangen B♭ maj/C. Ibland betraktar man det istället som en kombination av septima- och sextdurackord, och tar det då som fyrklangen C, B♭, höga E och höga A. Förr förekom ackordbeteckningen C76 för ungefär samma ackord. Ackordet får ofta funktion av septimaackord, och är således vanligt som dominantackord (ackord nummer V i tonarten) inom modern jazz. 
C(#5), C+5, C+ eller Caug, "plusackord", betecknar en treklang bestående av grundton C, ters E och överstigande kvint G#, (som ersätter durackordets kvint G). Observera att baskomp med växelbas (omväxlande grundton och kvint) inte passar till detta ackord. Jazzimprovisation till plusackord sker ofta med heltonsskalor. Ackordet kan beskrivas som stora terser staplade på varandra. C5+ består av samma toner som E5+ och G#+, men med basen C. Således kan man säga att det bara finns fyra "plusackord": C+5, C#+5, D+5 och D#+5. Övriga åtta plusackord innehåller samma toner som något av dessa, men med annan baston. Notera att C#5 och C(#5) är två skilda ackord. Ofta kombineras den överstigande kvinten med en septima, resulterande i en fyrklang som betecknas C7(#5), C7+5, C+7 eller Caug7. Oavsett detta så strävar ackordet mot att upplösas i ackordet F, och det tillhör därför dominantfamiljen.

### Moll-familjen
I grundtreklangen C-moll (Cm, Cmi eller C-) ingår tonerna C (grundton), E♭ (liten ters) och G (kvint). Moll-familjens ackord är mollparalleller till durackord en liten ters upp. Exempelvis är Cmoll-familjen mollparallell till Ess-majfamiljen, och har liknande funktion i en sång. Inom jazz är rena mollackord ovanliga, utan istället används ofta följande färgade mollackord från moll-familjen.   
Cm7, Cmi7 eller C7- är ett mollseptimaackord, det vill säga en fyrklang bestående av C, E♭, G och B♭. Notera att Cm7 inte skall sammanblandas med CM7 (maj7). Cm7 skulle i teorin också kunna betecknas E♭/C.
Cm7 och E♭6 består av samma toner, med skillnaden att i Cm7 är C grundtonen och i E♭6 är E♭ grundtonen.
Cm6 är en fyrklang bestående av Cmolltreklangen (C, E♭ och G) samt sexten A.
Cmadd9 är en fyrklang bestående av Cmolltreklangen samt nonan D.
Cm9 är en femklang som består av samma toner som E♭maj7/C.
Cm11 är en sexklang som består av samma toner som E♭maj9/C, men som ofta tas utan kvint och nona, det vill säga som fyrklangen B♭sus4/C, och är vanlig i fusion (jazz-rock).

### Dim-familjen
Cdim7 eller C°7 (dimackord, förminskat septimaackord) är en fyrklang bestående av grundton, liten ters E♭, förminskad kvint G♭ samt förminskad septima A. Såväl kvint G som ters E uteblir i det här ackordet, varför det inte passar att spela växelbas till ackordet. Notera att förkortningen Cdim vanligen betecknar dimfyrklangen Cdim7, men i vissa jazzböcker och musikteoriböcker betecknar Cdim den ovanliga dimtreklangen Cm-5 (ekvivalent med Cm(♭5)), som består av tonerna C, E♭ och G♭. Ackordet kan beskrivas som små terser staplade på varandra. Cdim7 består av samma toner som D#dim7, F#dim7 och Adim7, men med basen C. Man kan säga att det bara finns tre dim7-ackord: Cdim7, C#dim7 och Ddim7. Övriga dimfyrklanger innehåller samma toner som något av dessa, men med annan baston. Till Dim-familjens ackord passar dimskalan.
Se även C7-9 i dominantfamiljen, som kan beskrivas som ett dimackord med annan bas, exempelvis C#dim/C.

### Halvdim-familjen
Cm-5 eller Cm(♭5) avser ovan nämnda dim-treklang (som i vissa böcker betecknas Cdim eller C°, vilket i de flesta böcker emellertid avser dim-fyrklangen Cdim7 eller C°7) .
Cm7♭5, Cm7-5 eller Cø7 är ett halvdimackord, eller mollseptimaackord med sänkt kvint, det vill säga en fyrklang bestående av C, E♭, G♭ och B♭. Ackordet betecknas ibland även E♭m/C.

### Fotnoter
1. 1 2  Eriksson, Ola. ”Ackord”. ne.se. http://www.ne.se.ezproxy.ub.gu.se/lang/ackord/107828. Läst 18 april 2011.
2. ↑  ”Chord”. Grove Music Online. http://www.oxfordmusiconline.com.ezproxy.ub.gu.se/subscriber/article/grove/music/05671. Läst 21 april 2011. definierar ett ackord som "two or more notes" och har i egenskap av musiklexikon fått företräde här. Det är dock traditionellt inte ovanligt att definiera ackord som tre eller fler toner, se till exempel”Chord”. Encyclopædia Britannica. Encyclopædia Britannica Online. http://www.britannica.com/EBchecked/topic/114441/chord. Läst 19 april 2011.
3. ↑  Ingelf, Sten (1982). Jazz- och popharmonik. Stockholm: Reuter & Reuter.

### Webbkällor
- ”Chord”. Encyclopædia Britannica. Encyclopædia Britannica Online. http://www.britannica.com/EBchecked/topic/114441/chord. Läst 19 april 2011.
- ”Chord”. Grove Music Online. http://www.oxfordmusiconline.com.ezproxy.ub.gu.se/subscriber/article/grove/music/05671. Läst 21 april 2011.
- Eriksson, Ola. ”Ackord”. ne.se. http://www.ne.se.ezproxy.ub.gu.se/lang/ackord/107828. Läst 18 april 2011.